# Huh heet!
Huh heet! is een volksverhaal uit Suriname waarin de mythische spin Anansi de hoofdrol speelt.

## Het verhaal
Niks is heter dan eten bereid met verse peper, dat weet de koning ook. Hij wil dat zijn dochter trouwt met een man die geen pepers kan eten zonder te blazen en huh-huh-huh-geluiden te maken. Anansi leert een nieuwe taal, na elk woord blaast hij huh. Hij groet de koning beleefd en praat terwijl hij de pepers eet.
Niemand ziet dat hij last heeft van de hete pepers en zo kon Anansi trouwen met de prinses.

## Achtergronden
- Anansi heeft eigen opvattingen over eerlijkheid.
- Een anansi-tori mag niet op zondag verteld worden als er kerkdiensten bezig zijn en ook niet op klaarlichte dag, tenzij je een ooghaar uittrekt.
- Anansi was de zon zelf, daarom mag zijn naam niet worden uitgesproken als de zon schijnt.
- De anansi-tori zijn populair in sterfhuizen, op plechtige en vrolijke bijeenkomsten op de achtste dag na een begrafenis en op latere dodenherdenkingsfeesten.